# ハインツ・ギュンター・グデーリアン
ハインツ・ギュンター・グデーリアン（ドイツ語: Heinz Günther Guderian、1914年8月23日 - 2004年9月25日）はドイツ連邦軍装甲旅団長、装甲兵総監。
上級大将のハインツ・グデーリアンの息子である。最終階級は少将。

## 経歴

### 生い立ち
マルガレーテ・グデーリアンとハインツ・グデーリアンの間に長男として生まれる。1933年4月1日に18歳で軍に入隊した。

### 第二次世界大戦
ポーランド戦に父とともに参加。その後は西部戦線に従軍し、1944年に第116装甲師団参謀となる。
同年10月、コブラ作戦後のファレーズ・ポケットからの脱出に成功した功績により、騎士鉄十字章を受賞。アーヘンの戦いではアメリカ軍に敗北したものの、ヒュルトゲンの森の戦いでアメリカ軍を撃退した。
1945年4月にルール地方へ撤退後包囲され、アメリカ軍に降伏。参謀中佐として終戦を迎える。

### 逮捕
父とともに逮捕され同室で過ごした。

### 戦後
釈放後はドイツ連邦軍に入隊し、装甲旅団長に就任後、父と同じく装甲兵総監に就任した。
1974年に少将で引退した。